# Drosophila attenuata
Drosophila attenuata är en tvåvingeart som beskrevs av Elmo Hardy 1965. Drosophila attenuata ingår i släktet Drosophila och familjen daggflugor.
Artens utbredningsområde är Hawaii.